# Быдгощская Богоматерь
Быдгощская Богоматерь (пол. Matka Boża w Bydgoszczy), или Богоматерь Господней Милости в Быдгоще (пол. Matka Boża Pięknej Miłości w Bydgoszczy) — почитаемая чудотворная икона Богородицы, в городе Быдгощ, покровительница этого города и  Быдгощской епархии католической церкви в Польше. 
Образ находится в алтаре собора святых Мартина и Николая, который с XVII века является санктуарием Пресвятой Девы Марии.

## Иконография
На картине в стиле поздней готики изображена жена из Апокалипсиса, облеченная в солнце, с луной под ногами; на левой руке она держит Богомладенца, в правой руке бутон ярко-красной розы. Этот тип изображения Пресвятой Девы в католической церкви называется образом Богоматери с розой. По мнению искусствоведа профессора Тадеуша Добровольского, Быдгощская Богоматерь является самым красивым изображением Богоматери в Польше.

## История обретения

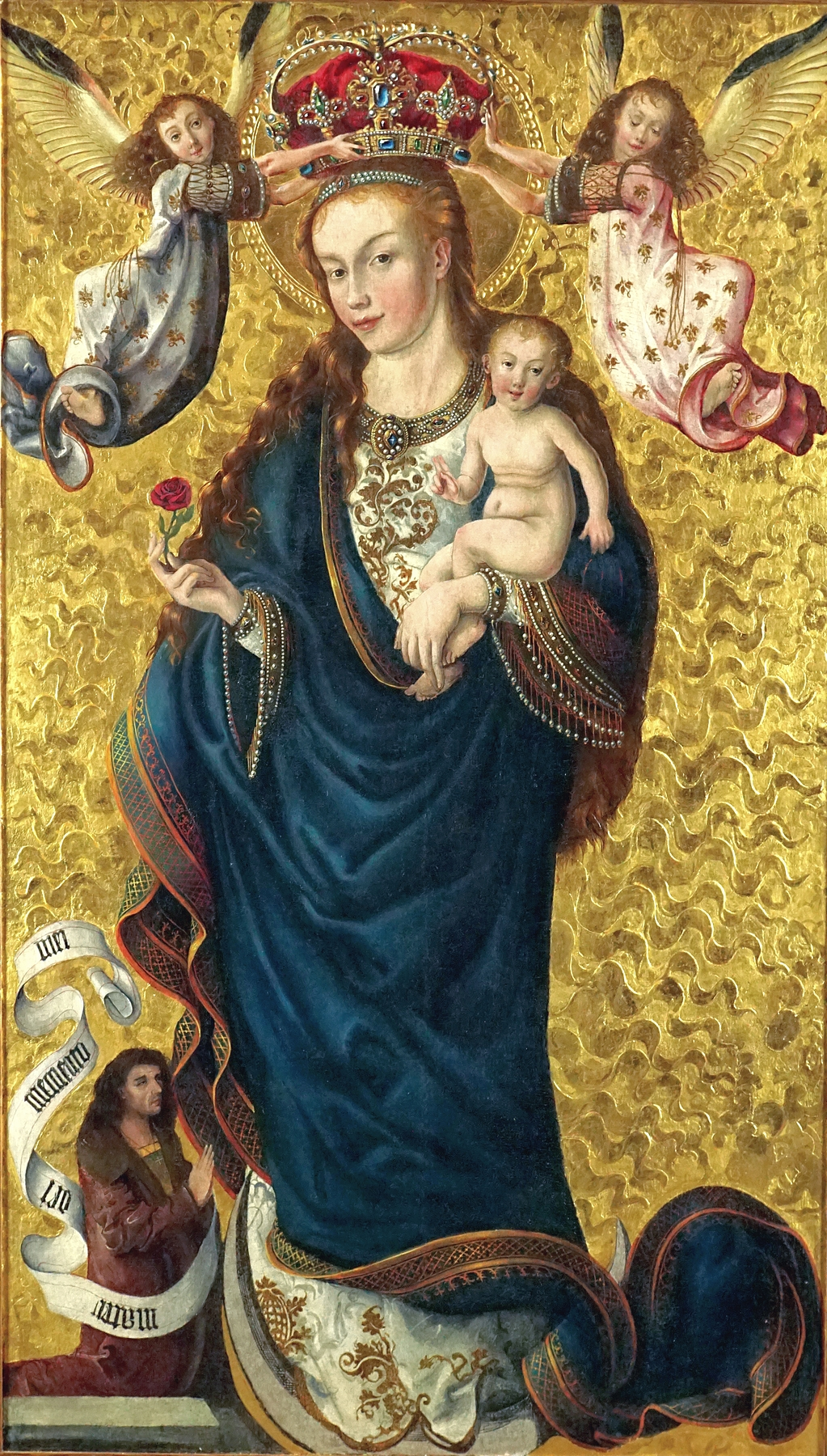
Образ Быдгощской Богоматери

Создание образа датируется 1467—1475 годами. Автор неизвестен. Существует предположение, что он принадлежал к кёльнской или фламандской школам живописи. Образ написан темперой с использованием глизали на деревянной доске размером 104 × 180 см. У ног Пресвятой Девы изображен коленопреклоненным мужчина, возможно Николай Шарлейский или Ян Косцелецкий. Некоторые исследователи полагают, что это сам король Казимир IV, который был одним из основателей алтаря в соборе и часто бывал в Быдгоще во время Тринадцатилетней войны.
Появление образа и основание алтаря связано с завершением Тринадцатилетней войны. С дозволения короля Казимира IV, 9 декабря 1466 года Ян Косцелецкий, воевода иновроцлавский и староста быдгощский, в благодарность за возвращение Восточного Поморья польской короне, основал алтарь в честь Пресвятой Девы Марии в приходской церкви в Быдгоще. Главным украшением алтаря стал, приобретённый им, образ Богоматери. К заботам об алтаре воевода привлёк бургомистра и советников Быдгоща. Во время ежедневной утренней мессы, приписанные к церкви мансионеры, должны были петь официум Пресвятой Девы Марии и молиться о спасении души умершего Николая Шарлейского, воеводы брестского и бывшего старосты быдгощского, которому Ян Косцелецкий был обязан своей карьерой.
25 февраля 1521 года алтарь освятил Мацей Джевицкий, епископ вроцлавский. До 1600 года заботы об алтаре были разделены между городским советом во главе с бургомистром и родом Косцелецких. После алтарь остался на попечении только бургомистра и городского совета.
В XVI веке в церкви было устроено тринадцать алтарей. В 1527 году алтарь, где находился образ был освящён в честь Успения Девы Марии; с середины XVII и до начала XIX века — в честь Сретения. Новый алтарь с изображением Богоматери конца XVIII века находился в нефе в северной части храма, в то время как хоры были украшены картинами с изображениями Святой Троицы и покровителей церкви — святых Мартина и Николая. В 1819—1829 годах, во время капитального ремонта приходской церкви, алтарь с образом Богоматери был перенесён на место главного алтаря.
До начала XX века ранний образ был покрыт орнаментом. Он был обнаружен в 1922 году священником приходской церкви, Тадеушем Скарбек-Мальчевским. Реставрацией образа в 1922—1923 годах проводил Ян Рутковский из Познани.
Оба изображения Богоматери и храм пережили Вторую мировую войну. 23 июля 1943 года образ Быдгощской Богоматери был укрыт прихожанами в сельской церкви в Монковарско, где его поместили в приделе алтаря. 26 сентября 1945 года он был возвращён в церковь в Быдгоще, но нуждался в срочной реставрации, которая была проведена в 1950 году в лаборатории охраны культурного наследия при Университете имени Николая Коперника в Торуни под руководством Леонарда Торвирта. Затем образ в позолоченной раме был снова возвращён в храм и поставлен на главном алтаре.

## История почитания

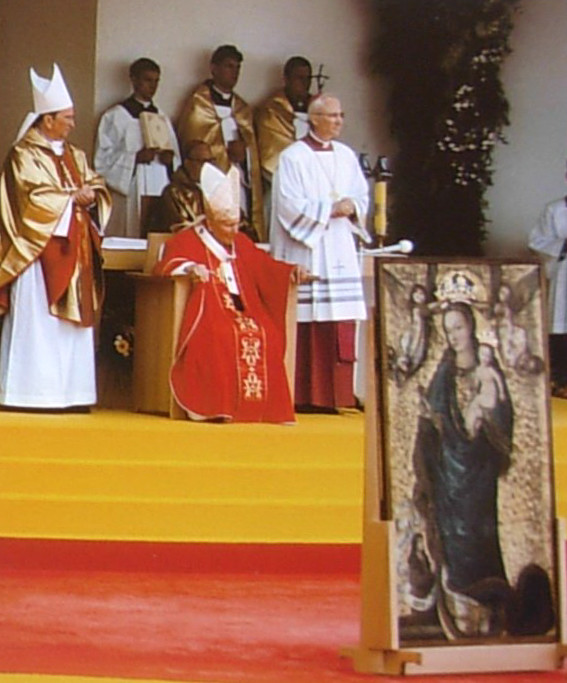
Коронация образа Богоматери 7 июня 1999 года во время визита святого Папы Иоанна Павла II в Быдгощ

История почитания Быдгощской Богоматери восходит ко времени Возрождения. С XVI века в храме стали оставлять перед образом пожертвования, которые приносились по обету Пресвятой Деве. В 1712—1745 годах образ был покрыт окладом, представлявшим собой золотые и серебряные платья Богоматери и Богомладенца, короны и звезды, и оловянный фон. Дарами, принесёнными в благодарность и висевшими перед образом, были нити из бисера и драгоценных камней, серьги, ожерелья, медальоны, подвески и цепи. В разное время два пожертвования были принесены быдгощским городским советом; на одном из них с гербом Быдгоща было выгравировано изображение Пресвятой Девы Марии. Большая часть пожертвований в конце XVIII века была передана для оказания помощи национальному восстанию под руководством Тадеуша Костюшко.
Образ Богоматери с розой, который до начала XIX века находился в северном нефе, упоминается в источниках 1699—1745 годов, как «чудотворный» и «милостивый». Почитание чудотворного образа уменьшилось в период уничтожения польской государственности в 1772—1920 годах. После восстановления независимости почитание Быдгощской Богоматери неуклонно росло.
Образ Быдгощской Богоматери был дважды коронован. 29 мая 1966 года в церкви Богоматери Неустанной Помощи в Шведерово кардиналом Стефаном Вышинским, польским примасом он был коронован в первый раз. Кардинал назвал образ Богоматерью Господней Милости, и с тех пор за ним закрепилось это название. В церемонии принимал участие тогдашний архиепископ краковский, кардинал Кароль Войтыла, который 7 июня 1999 года, уже став римским папой под именем Иоанна Павла II, прибыл в Быдгощ. Во время мессы. в аэропорту города, в которой участвовали 600 тысяч человек, он короновал образ двумя коронами, над головами Богоматери и Богомладенца.
После последнего события численность паломников к образу значительно выросла. 25 марта 2004 года святой Папа Иоанн Павел II учредил Быдгощскую епархию, покровителями которой стали Быдгощская Богоматерь и блаженный Михаил Козаль.